# Курфюрст

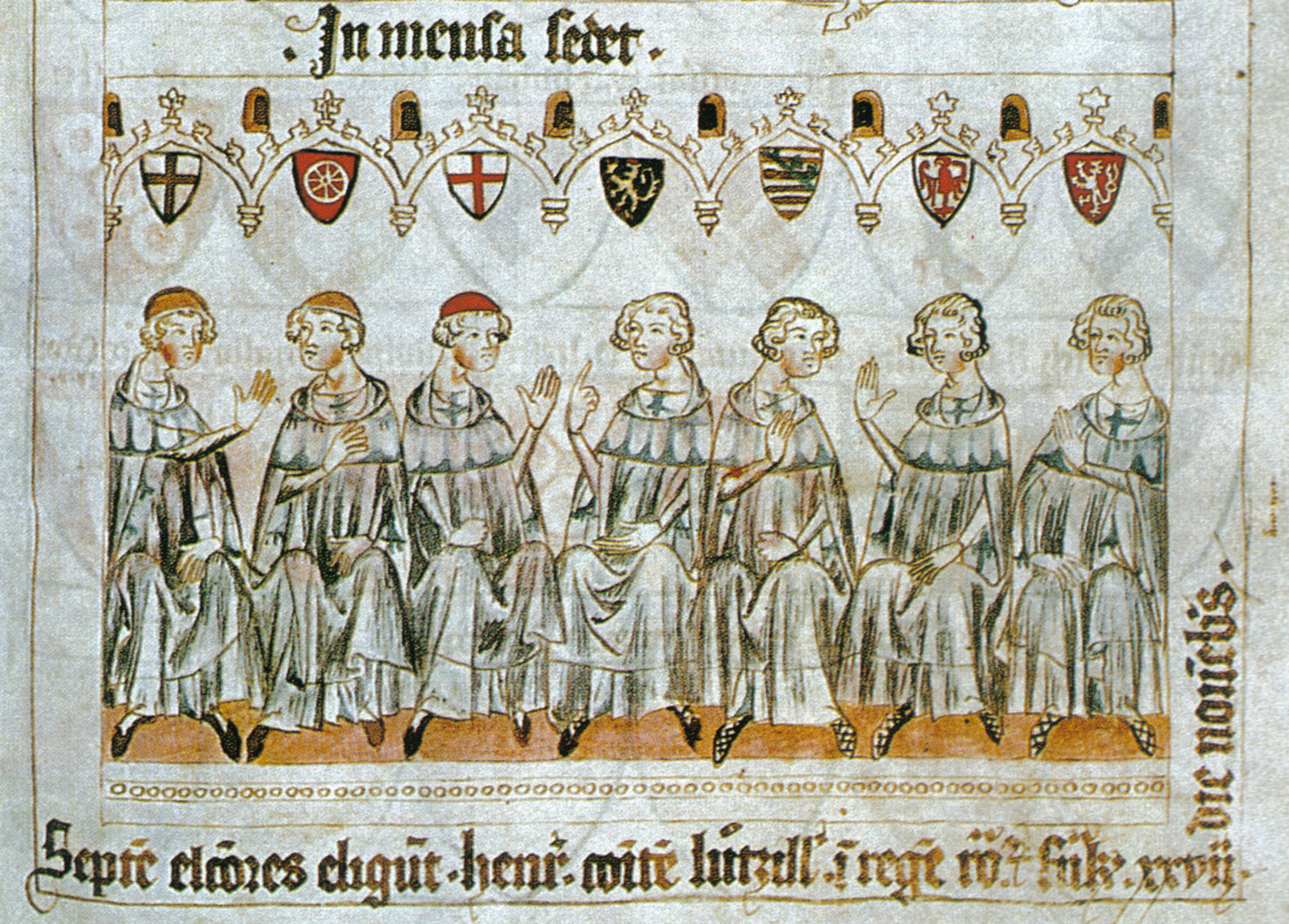
Вибори колегією з семи курфюрстів графа Гайнріха VII римсько-німецьким королем 1308. Зображення з Codex Balduini, 1340

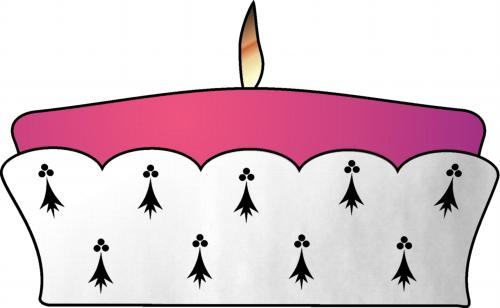
давній зразок шапки курфюрста

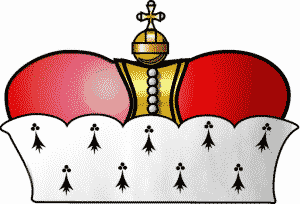
пізній зразок шапки курфюрста

Курфюрст (нім. Kurfürst, чеськ. Kurfiřt), також князь-виборник, принц-електор (лат. Princeps Elector) — особливий статус імперських князів, що надавав їм повноваження обирати короля Німеччини (Римського короля, нім. Römischer König), який після коронації ставав імператором Священної Римської імперії. Титул курфюрста додавався до основного титулу імперського князя, а його земельні володіння мали право називатися курфюрством.
Золота булла 1356 року впорядковувала імперські вибори та закріплювала спадковий статус курфюрста за сімома імперськими князями:
Трьома духовними:
- Майнцьким архієпископом
- Трірським архієпископом
- Кельнським архієпископом

І чотирма світськими:
- Богемським королем
- Рейнським пфальцграфом
- Саксонським герцогом
- Бранденбурзьким маркграфом.

В епоху Тридцятилітньої війни до них додався восьмий:
- Баварський герцог

Після Вестфальського миру, у 1648 році курфюрство, відібране в ході війни, було повернуто Пфальцу. У 1692 було додане дев'яте курфюрство для Брауншвейг-Люнебурга (Ганновера), остаточно оформлене у 1708 році.
В епоху наполеонівських воєн окуповані французами Кельн і Трір втратили виборче право.
У 1803 році у ході німецької медіатизації були додані нові курфюрства — Вюртемберг, Баден, Гессен, Зальцбург, Вюрцбург, Регенсбург.
Зі скасуванням Священної Римської імперії у 1806 колегія курфюрстів припинила існування і формально титул курфюрстів зберігався тільки за володарями Гессен-Кассельського ландграфства, допоки його не приєднали до Пруссії у 1866 році.
Територія, керована курфюрстом, крім своєї звичайної назви, могла також назватися курфюрством.

## Основні повноваження та права курфюрстів
1. Обирати імператора, складати за його участі виборчі капітуляції, займати одну з найвищих імперських посад;
2. Володіти титулом і становищем, рівним королівському;
3. Розробляти законодавство, давати поради імператору з усіх важливих питань імперії, давати свою санкцію без згоди решти рейхстагу в певних випадках (мита, привілеї по розробці рудників);
4. Скликати за власною ініціативою курфюрстську раду;
5. Володіти королівськими повноваженнями у межах своїх власних територій, а також частковим судовим суверенітетом.

Під час відсутності правителя курфюрст Пфальцький призначався імперським вікарієм-заступником у південній Німеччині, курфюрст Саксонський у північній.